# Eurytoma mammae
Eurytoma mammae är en stekelart som beskrevs av Bugbee 1967. Eurytoma mammae ingår i släktet Eurytoma och familjen kragglanssteklar. Inga underarter finns listade i Catalogue of Life.